# Červenec 2008
1. července – úterý
 Mongolský prezident Nambaryn Enchbajar vyhlásil v hlavním městě Ulánbátaru výjimečný stav, který má trvat čtyři dny. Reagoval tak na násilné protesty proti údajným podvodům při nedělních parlamentních volbách, jejichž vítězem se prohlásili komunisté, ačkoli oficiální výsledky zveřejněny nebyly.
 Český prezident Václav Klaus se ve svém projevu připojil k názoru polského prezidenta Lecha Kaczyńského, který po výsledcích referenda v Irsku považuje Lisabonskou smlouvu za uzavřený případ a nevidí smysl v dalším pokračování jejího schvalování jednotlivými státy EU.
2. července – středa
 Lídři stran vládní koalice se shodli na přípravě návrhu pro přímou volbu prezidenta. Pověřen vypracováním byl ministr spravedlnosti Jiří Pospíšil.
3. července – čtvrtek
 Vyjednávání mezi USA a Polskem o podobě smlouvy o umístění amerických antiraket v Polsku zatím nedospělo k dohodě. Podle ČTK Spojené státy nejsou ochotny vyhovět polským požadavkům na modernizaci polské armády, což byla jedna z podmínek Varšavy.
5. července – sobota
 Po čtyřech dnech skončil v Mongolsku výjimečný stav, který vyhlásil prezident Nambaryn Enchbajar jako reakci na povolební násilnosti. Při nich zemřelo v úterý pět lidí a přes tři sta jich bylo zraněno.
6. července – neděle
 V Praze zemřel významný český zpěvák Karel Hála.
7. července – pondělí
  V Chebu byla zahájena výměna vrcholových částí obou věží kostela svatého Mikuláše. Prozatímní malé vrcholy, umístěné na náletem poničené věže na konci druhé světové války, budou nahrazeny kopiemi jejich předchůdkyň. Vzhledem k výšce věží i jejich vrcholů (samotné zakončení věže je vysoké 24 metrů) jde o poměrně unikátní a složitou operaci.
 Na japonském ostrově Hokkaidó začala schůzka skupiny G8 - sedmi nejvyspělejších zemí světa a Ruska. Hlavními projednávanými tématy mají být dramaticky stoupající ceny surovin, především ropy, výrazné zdražení základních potravin a situace v Afghánistánu.
 Synoda Anglikánské církve na dramatickém zasedání schválila udělování biskupského svěcení ženám (dosud mohly být svěceny pouze na kněze), navíc bez kompromisních dodatků, které měly uklidnit odpůrce tohoto rozhodnutí. Ocitla se tak na pokraji rozpadu - na 1300 duchovních prohlásilo, že dojde-li k tomu, církev opustí, podobně jako stovky kněží, které tak učinily již v roce 1994, po schválení kněžského svěcení žen (většinou přestoupili do řad římskokatolické církve). Svatý stolec označil toto rozhodnutí za novou překážku v cestě za smířením mezi katolíky a anglikány.
8. července – úterý
 Česko a USA uzavřely v Praze, v Černínském paláci, hlavní smlouvu o stavbě protiraketového radaru v Brdech. Smlouvu podepsali ministři zahraničí obou zemí – Condoleezza Riceová a Karel Schwarzenberg.
  Ministři financí Evropské unie rozhodli, že definitivní směnný kurz slovenské koruny k euru je 30,126 Sk za euro (dosavadní úroveň parity); v tomto poměru, který se už nebude nijak měnit, se budou přepočítávat všechny ceny. Tím byl stanoven poslední detail pro připojení Slovenska k eurozóně a náhradě Slovenské koruny eurem. Eurem se na Slovensku začne platit 1. ledna 2009, 16 dnů však budou obchodníci přijímat obě měny.
 Premiér Mirek Topolánek a ředitel ESA Jean-Jacques Dordain podepsali v Praze smlouvu o přistoupení Česka k této mezivládní organizaci.
 Na japonském ostrově Hokkaidó se představitelé skupiny G8 dohodli na snížení emisí plynů se skleníkovým efektem minimálně o 50% do roku 2050. Chtějí zahájit rozhovory s členskými státy OSN, aby tento cíl přijali za svůj.
 Na Bahamách zemřel John Templeton, britskoamerický podnikatel, mecenáš a zakladatel Templetonovy ceny.
9. července – středa
 Ministerstvo vnitra se podle rozhodnutí pražského městského soudu musí omluvit dvěma účastníkům technoparty CzechTek 2005, která se konala u Mlýnce na Tachovsku. Ministerstvo musí zaplatit 10 a 20 tisíc Kč za neadekvátní zásah policistů.
 Předseda Strany zelených Martin Bursík prosadil i přes odpor některých stranických kolegů svolání mimořádného sjezdu strany na 5. až 7. září.
10. července – čtvrtek
 Román Děti půlnoci, jehož autorem je britsko-indický spisovatel Salman Rushdie, zvítězil v anketě Best of the Booker, jež vybírala knihu knih za čtyřicetiletou historii prestižní Bookerovy ceny.
 Andrew Burnham, anglikánský biskup z Ebbsfleetu, oznámil, že přestoupí do římskokatolické církve, a vyjádřil přesvědčení, že ho jeho diecéze bude následovat. Oficiálně přitom žádá papeže Benedikta XVI., aby pomohl přesun diecéze pod křídla katolické církve uskutečnit. Tento krok je reakcí na to, že anglikánská církev umožnila přístup žen k biskupskému svěcení.
11. července – pátek
 Stanice BBC přinesla zprávu, že podle vládního vyšetřovacího týmu nedělní letecký útok sil USA ve východním Afghánistánu zabil 47 civilistů, z toho 39 žen a dětí.
 Firma ČEZ podala na Ministerstvo životního prostředí ČR žádost o provedení posouzení vlivu případné dostavby jaderné elektrárny Temelín na životní prostředí.
12. července – sobota
 Americký úřad pro bankovní dohled převzal v noci na sobotu do vlastnictví kalifornskou banku IndyMac Bancorp. Jde o třetí největší bankovní krach v poválečné historii USA a o pátou hypoteční bankou, která „padla“ během probíhající hypoteční a úvěrové krize.
 Hlavní cenu 43. ročníku Mezinárodního filmového festivalu v Karlových Varech získal dánský snímek Ukrutně šťastni, který režíroval Henrik Ruben Genz. Zvláštní uznání poroty získal film Karamazovi Petra Zelenky.
13. července – neděle
 Při autonehodě na západě Polska zemřel polský politik a disident Bronislaw Geremek, který se podílel na založení odborového hnutí Solidarita. V 90. letech se jako šéf diplomacie zasadil o vstup Polska do NATO.
 V pařížském Grand Palais byla zahájena vrcholná schůzka zemí Evropské unie a Středomoří. Byla přitom ustavena Unie pro Středomoří, jejímž úkolem je posílit regionální integraci.
 Stanice BBC přinesla důkazy, že čínská vláda dodává zbraně do Súdánu, ačkoli to zakazuje zbrojní embargo OSN. To zavedla Rada bezpečnosti v květnu 2005 s cílem zabránit vyvražďování obyvatel v regionu Dárfúr.
14. července – pondělí
 Prokurátor Mezinárodního trestního soudu (ICC) obvinil súdánského prezidenta Umara al-Bašíra z válečných zločinů spáchaných v provincii Dárfúr. Nelze však očekávat, že by se Bašír před tribunálem objevil, protože Súdán jurisdikci ICC neuznává.
15. července – úterý
 Španělský parlament dokončil schvalování Lisabonské smlouvy o reformě Evropské unie, když ji podpořila horní komora výraznou většina senátorů vládnoucí socialistické strany i opozičních lidovců.
 Pražská burza klesla pod vlivem negativních zpráv ze světa téměř o 3% a uzavřela na téměř dvouletém minimu.
 Britský server Times Online uveřejnil zprávu, že Rusko jako odpověď na instalaci amerického radaru v ČR a raket v Polsku zvažuje rozmístění raket schopných nést jaderné hlavice na území své baltské enklávy kolem Kaliningradu.
17. července – čtvrtek
 Belgický král Albert II. odmítl přijmout demisi premiéra Yvese Letermea, kterou nabídl poté, když se mu nepodařilo vyřešit spory mezi vlámskými a valonskými stranami vládní koalice. V Belgii pokračuje již 13 měsíců politická krize, jež začala po loňských parlamentních volbách.
18. července – pátek
 Senát PČR schválil zavedení evropské směrnice o chemických látkách REACH do české legislativy.
 Bývalý prezident Jihoafrické republiky a držitel Nobelovy ceny míru Nelson Rolihlahla Mandela oslavil 90. narozeniny.
19. července – sobota
 Prezidentský kandidát amerických demokratů Barack Obama zahájil svou zahraniční cestu po Evropě a Asii návštěvou Afghánistánu.
21. července – pondělí
 Ve švýcarské Ženevě začal summit Světové obchodní organizace, který bude jednat o odstranění obchodních bariér na mezinárodních trzích.
 V Srbsku byl zatčen Radovan Karadžić, bývalý vůdce bosenských Srbů obviněný z genocidy během války v bývalé Jugoslávii.
 V hlavním čínském městě Pekingu bylo zavedeno omezení v používání osobních automobilů - střídavě budou v jednom dni smět jezdit pouze vozy se sudými nebo lichými licenčními čísly. Jde o pokus snížit hladinu smogu v místě brzkého konání OH na přijatelnou úroveň. Současně byl přerušen provoz v řadě průmyslových podniků v uvedené oblasti.
22. července – úterý
 V Pekingu byla podepsána mezinárodní dohoda mezi Čínou a Ruskem, ukončující 40 let trvající teritoriální spory kolem určitých úseků společné státní hranice.
23. července – středa
 Evropská komise se rozhodla zablokovat stovky milionů euro z evropských fondů pro Bulharsko vzhledem k míře korupce v zemi a malému pokroku v boji proti ní.
 Český ministr kultury Václav Jehlička na brífinku po jednání vlády oznámil, že nová budova Národní knihovny nebude stát na Letné. Vláda chce raději investovat do úpravy a revitalizace budovy Klementina.
 Z komplexu jaderné elektrárny Tricastin v jižní Francii unikly radioaktivní látky, které lehce kontaminovaly asi 100 zaměstnanců firmy Areva.
25. července – pátek
 Úřady amerického státu Louisiana musely kvůli ropné skvrně uzavřít asi 160 kilometrů dlouhý úsek řeky Mississippi, kterou zamořilo více než 1,5 milionu litrů ropy.,
26. července – sobota
 Série explozí, která otřásla západoindickým Ahmadábádem si vyžádala minimálně 29 obětí a počet zraněných už přesáhl 100 osob. Podle policie jsou výbuchy dílem náloží o malé síle a k odpovědnosti za útok se zatím nikdo nepřihlásil.
28. července – pondělí
 Česká televize ukončila na Plzeňsku analogové vysílání programu ČT2 z vysílače Plzeň-Krkavec, aby z vysílače Krašov spustila digitální vysílání svých programů ČT1, ČT2, ČT24 a ČT4 SPORT.
29. července – úterý
 Organizace Amnesty International zveřejnila v Londýně zprávu The Olympics countdown – broken promises o tom, že Čínská lidová republika nesplnila své sliby o zlepšení lidských práv v souvislosti s organizováním letních olympijských her v Pekingu.
 Ve švýcarské Ženevě skončila neúspěchem jednání Světové obchodní organizace o liberalizaci světového obchodu.
30. července – středa
 Bývalý vůdce bosenských Srbů Radovan Karadžić, který je obviněný z genocidy během války v bývalé Jugoslávii, byl letecky dopraven do věznice v Haagu, aby byl souzen Mezinárodním trestním tribunálem pro bývalou Jugoslávii.
 Turecký ústavní soud zamítl žádost o zákaz vládnoucí Strany spravedlnosti a rozvoje (AKP), která v zemi vládne od roku 2002.
31. července – čtvrtek
 Italská Poslanecká sněmovna schválila Lisabonskou smlouvu o reformě Evropské unie, přičemž horní komora italského parlamentu ji schválila již minulý týden.